# Robert Jocelyn, visconte Jocelyn
Robert Jocelyn, visconte Jocelyn (Londra, 20 febbraio 1816 – Londra, 12 agosto 1854), è stato un politico e ufficiale irlandese.

## Biografia
Era il figlio maggiore ed erede apparente di Robert Jocelyn, III conte di Roden, e di sua moglie, Maria Frances Catherine, figlia di Thomas Stapleton, XVI barone le Despencer.

## Carriera

### Carriera militare
Jocelyn servì nella prima guerra dell'oppio come segretario militare di Alexander Fraser. Pubblicò due opere sulle sue esperienze del conflitto. Nel 1853 è stato nominato tenente colonnello della milizia dell'East Sussex.

### Carriera politica
Jocelyn era membro del Parlamento per King's Lynn (1842-1854). Ha servito sotto Sir Robert Peel come Segretario del Consiglio di controllo (1845-1846).

## Matrimonio
Sposò, il 9 aprile 1841, lady Frances Elizabeth Cowper, figlia di Peter Clavering-Cowper, V conte Cowper. Ebbero quattro figli:
- Alice Maria (1843-1867);
- Edith Elizabeth Henrietta (1845-1871), sposò Arthur Gore, V conte di Arran, ebbero quattro figli;
- Robert Jocelyn, IV conte di Roden (1846-1880);
- Frederick Spencer Jocelyn (1852-1871).

## Morte
Nel 1854, mentre il suo reggimento, era stato messo in quarantena nella Torre di Londra, contrasse il colera e morì a Londra il 12 agosto dello stesso anno, all'età di 38 anni.